# Terapia elmintica
La terapia elmintica è un tipo di immunoterapia sperimentale che riguarda il trattamento delle malattie autoimmuni tramite un verme parassita o uova di elminti (sono vermi parassiti, tra cui gli anchilostomi, il Trichuri trichiura e la filaria), organismi evoluti che vivono nell'organismo di chi li ospita traendone nutrimento. Questi vermi appartengono a due phyla animali: i Nematodi, che sono usati principalmente nella terapia elmintica per l'essere umano, e i Platyhelminthes.
Le ricerche riguardano i diversi tipi di organismi e i loro possibili utilizzi come terapia, tra cui uova di Trichuris suis, comunemente presenti nei suini; il Necator americanus,; uova di Trichuris trichiuria,; l'Hymenolepis diminuta, conosciuto come verme solitario dei ratti, il cisticerco, l'Ascaris lumbricoides; lo Strongyloides stercoralis; l'Enterobius vermicularis ; e l'Hymenolepis nana.
Le ricerche si focalizzano su malattie come la malattia di Crohn, la rettocolite ulcerosa, le malattie infiammatorie croniche intestinali, la sclerosi multipla e l'asma.
L'infezione elmintica sembra essere collegata, con una bassa incidenza, alle malattie autoimmuni ed alle allergie nei paesi meno sviluppati così come al significativo aumento delle malattie autoimmuni nei paesi industrializzati.

## Incidenza delle malattie autoimmuni e infestazione dei parassiti
Ci sono prove che una delle ragioni primarie dell'aumento delle malattie autoimmuni nei paesi industrializzati sia collegato ai cambiamenti ambientali nell'ultimo secolo. I fattori ambientali includono l'esposizione a prodotti chimici derivati da processi industriali, farmaceutici, agricoli e alla preparazione dei cibi. Si è sempre più sicuri che la non esposizione a parassiti, batteri e virus stia giocando un ruolo significativo nello sviluppo di malattie autoimmuni nei paesi più industrializzati dell'occidente. I dati riportano una prevalenza di infezioni elmintiche al sud dell'equatore dove le malattie autoimmuni come la sclerosi multipla hanno una bassa incidenza. Questo conferma la teoria dell'igiene, la quale afferma che le infezioni elmintiche proteggano gli individui dallo sviluppare malattie autoimmuni, e che non siano invece una causa che porti allo sviluppo della malattia. Una completa spiegazioni di come i fattori ambientali giochino un ruolo importante per queste malattie non è stata ancora stipulata. Gli studi epidemiologici condotti da Leonardi-Bee hanno aiutato a stabilire un collegamento tra l'infestazione dei parassiti e il loro ruolo protettivo contro lo sviluppo delle malattie autoimmuni.
Le ricerche genetiche condotte sulle interleuchine dimostrano che gli elminti siano una grande forza selettiva su un sottoinsieme di geni umani. In altre parole, gli elminti hanno modellato almeno una parte del sistema immunitario umano, specialmente per i geni responsabili della malattia di Crohn, la rettocolite ulcerosa e la celiachia, dimostrando che in assenza di parassiti, e in particolare di elminti, ci sia un sostanziale aumento di incidenza nello sviluppo delle malattie autoimmuni nei paesi industrializzati nell'ultimo secolo. Un approccio metodico è stato usato per determinare la capacità degli agenti patogeni, specie per gli elminti e altri virus e batteri, facendo uso delle interleuchine. Gli elminti sono stati identificati come un'importante selezione per i geni delle interleuchine; attraverso ulteriori studi di associazione sull'intero genoma, i geni delle interleuchine sono stati associati con l'aumento di MIC e celiachia.

## Ipotesi
Sebbene il meccanismi di sviluppo delle malattie autoimmuni non siano completamente definiti, esiste un ampio consenso che la maggior parte delle malattie autoimmuni siano causate da inadeguate risposte immunologiche agli antigeni innocui, guidati da un ramo del sistema immunitario nota come la risposta immunitaria di tipo TH1. Gli antigeni extracellulari innescano la risposta TH2, come osservato con le allergie, mentre gli antigeni intracellulari innescare una risposta TH1. Le cellule Th possono essere suddivise in sottotipi, in base alle citochine caratteristiche che secernono. Le risposte immunitarie Th2 determinano il rilascio di citochine associate con la riduzione dell'infiammazione come le Interleuchine IL- 4, IL- 5 e IL- 10. Queste citochine sono pensate per migliorare i sintomi di molte malattie autoimmuni. Viceversa, le risposte immunitarie Th1 sono caratterizzate dalle citochine interferone gamma (IFNγ) e fattore di necrosi tumorale (TNFa), entrambe le quali si pensa aumentino l'infiammazione e possano peggiorare la progressione di malattie autoimmuni e dei loro sintomi. La relazione tra questi due tipi di risposta immunitaria è un tema centrale della base biologica dell'ipotesi dell'igiene, il che suggerisce che vi è un atto normativo tra i due tipi di risposte. Tuttavia, l'osservazione che le allergie e risposta autoimmune stiano aumentando a un ritmo simile nei paesi industrializzati sembra insidiare l'ipotesi dell'igiene.
L'ipotesi dell'igiene propone che la risposta immunitaria appropriata derivi dall'esposizione a microrganismi e parassiti, e in parte regolata dalla loro presenza. Nelle nazioni industrializzate, gli esseri umani sono esposti a livelli leggermente inferiori verso questi organismi, con conseguente sistema immunitario sbilanciato. Lo sviluppo di vaccini, pratiche igieniche e cure mediche efficaci hanno diminuito o eliminato la prevalenza e l'impatto di molti organismi parassitari, così come le infezioni batteriche e virali. Questo è stato di grande beneficio per l'eliminazione efficace di molte malattie che hanno afflitto gli esseri umani. Tuttavia, mentre molte malattie gravi sono state sradicate, l'esposizione degli umani a parassiti benigni e apparentemente benefici è stato ridotto proporzionalmente. L'idea centrale dell'ipotesi è, quindi, che un corretto sviluppo di cellule T regolatori negli individui possa dipendere dall'esposizione a organismi come lattobacilli, vari micobatteri ed elminti. La mancanza di esposizione a sufficienti antigeni benigni, in particolare durante l'infanzia, è stata suggerita come causa dell'aumento di malattie autoimmuni e malattie per le quali l'infiammazione cronica sia una componente importante nel mondo industrializzato.
Esistono due teorie sull'ipotesi dell'igiene, l'ipotesi "Old Friends" e la "Biome Depletion Theory".
L'ipotesi "Old Friends" modifica l'ipotesi igiene, proponendo come le cellule T regolatori possano diventare pienamente efficaci solo se stimolate da esposizione a microrganismi e parassiti che hanno bassi livelli di patogenicità e che hanno convissuto universalmente con gli esseri umani in tutta la nostra storia evolutiva. Questa ipotesi è stata recentemente resa più credibile da uno studio che dimostra l'impatto degli organismi infettivi, elminti in particolare, su geni responsabili per la produzione di varie Citochine, alcuni coinvolti nella regolazione dell'infiammazione, in particolare quelli associati con lo sviluppo della Malattia di Crohn, la Rettocolite ulcerosa e la Celiachia.
La teoria "Biome Depletion" postula che l'assenza di un'intera classe di organismi nell'ecologia interiore umana (il bioma) sia una profonda discrepanza evolutiva che destabilizza il sistema immunitario e che presuppone come conseguenza la malattia. Il bioma è "esaurito". Il modo per correggere la disregolazione è quello di "ricostituire", o ricostituire, individuare il bioma in individui sani prima dello sviluppo di malattie umane della vita moderna. Come organismi chiave, gli elminti sono fondamentali per correggere la disregolazione immunitaria e la loro ricostituzione può essere un preventivo malattia. La teoria dell'esaurimento del bioma parte da un approccio basato sul modello delle medicine, che resta l'obiettivo attuale della terapia da elminti come evidenziato da numerosi studi clinici attualmente in corso per stati di malattia esistenti.

## Proposta di meccanismo d'azione
I dati sperimentali supportano l'ipotesi che le infezioni elmintiche indotte clinicamente abbiano la capacità di alleviare o diminuire le risposte autoimmuni. Si pensa che nella maggior parte dei problemi autoimmuni siano involti il Th1 o il Th17, risposte autoimmuni che sono regolate dall'impulso del Th2, derivato dagli elminti.  Gli elminti secernono molecole immunoregolatorie che promuovono l'induzione della regolazione delle Cellule - T mentre inibiscono la funzione degli antigeni presenti nelle cellule o nelle altre Cellule - T. Di conseguenza, la terapia cerca di ristabilire l'omeostasi spostando un'azione infiammatoria del Th1 ad un'azione anti-infiammatoria del Th2. Studi condotti per esseri umani e animali hanno provato un decrescrimento delle risposte immuni del Th1 e del Th17, con uno spostamento alla produzione di citochine del Th2 e una diminuzione dei livelli di IL-12 e IFNy, con crescita simultanea nelle cellule T regolatorie, IL-4, IL-5 e IL-10. Queste osservazioni indicano che la terapia elmintica può proteggere contro le malattie autoimmuni non solo prevenendo, visto che gli elminti possono essere presenti prima che la malattia autoimmune si manifesti, ma anche dopo. Oltretutto, le risposte del Th2 raramente uccidono i vermi parassitari. Piuttosto, le risposte del Th2 limitano gli effetti dell'infezione riducendo la capacità di vita e la riproduzione dei parassiti.
Regolando le risposte immuni del Th1 e del Th17 con la terapia elmintica, si possono inibire le azioni patogene e allergeniche. Di conseguenza, le infezioni elmintiche non controllate possono essere associate con un'immunità repressa a virus e batteri che normalmente innescano i Th1 e i Th17 richiesti per la protezione contro di essi, e che portano alla malattia.

## Ricerca
Le prove che supportano l'idea che le infezioni elmintiche riducano l'intensità delle malattie autoimmuni, derivano dai modelli animali. Gli studi condotti su topi e ratti per la colite ulcerosa, sclerosi multipla, diabete di tipo 1 e l'asma, hanno dimostrato che i soggetti infetti dai vermi manifestano una protezione dalla malattia. Mentre gli elminti vengono spesso considerati un gruppo omogeneo, esistono differenti consistenti tra le specie e l'utilizzo di essere nelle varie ricerche cliniche tra umani ed esperimenti animali. Come tale, bisogna essere prudenti nell'interpretare i risultati dai modelli animali.
La terapia elmintica viene studiata come un trattamento per diverse malattie autoimmuni (non virali) per gli essere umani, come la celiachia,  la Malattia di Crohn, la Sclerosi multipla, la Rettocolite ulcerosa, e l'Aterosclerosi. Attualmente non si conosce quale dose o specie di elminti sia più efficace come trattamento clinico. Gli Anchilostomi sono collegati ad una riduzione del rischio di sviluppo di asma, mentre l'Ascaris lumbricoides è associato ad un aumento del rischio di asma. Similmente l'Hymenolepis nana, il Trichuris trichiura, l'Ascaris lumbricoides, il Strongyloides stercolaris, il Enterobius vermicularis, e il Trichuris suis ova sembrano migliorare i sintomi, ridurre il numero di ricadute e decrescere il numero di nuove o diffuse lesioni al cervello, nei pazienti con sclerosi multipla con dosi che variano da 1,180 a 9,340 eggs/gm.
Il Trichuris suis ova (TSO) è stato impiegato nella maggior parte dei casi per trattare malattie autoimmuni perché si pensa non sia patogeno negli esseri umani e sicuro. L'uso di TSO è concesso negli USA dalla FDA come farmaco sotto indagine. Mentre nel Regno Unito al Necator americanus è stata  assegnata una licenza di farmaco dalla MHRA. Questo verme è considerato relativamente sicuro, anche se può causare problemi gastrointestinali.
Le caratteristiche ideali generali per una terapia elmintica sono:
- Potenziale patogeno assente o presente in basse percentuali
- Non si moltiplica nell'ospite
- Non può essere diffuso direttamente tramite contatto ravvicinato
- Negli essere umani produce una colonizzazione con un decorso stabilito
- Negli essere umani produce una colonizzazione asintomatica
- Non altera il comportamento nei pazienti con alterazioni immunitarie
- Non è influenzata dalla maggior parte dei medicinali più comuni
- Può essere estirpata con medicinali antielmintici
- Può essere isolata o prodotta su larga scala
- Può essere trasportata e immagazzinata

## Effetti collaterali
Gli elminti sono parassiti capaci di stabilire infezioni a lunga durata dentro il proprio ospite. Durante questo periodo, gli elminti competono con le cellule dell'organismo ospite per le risorse di nutrienti e quindi possono potenzialmente causare danni. Mentre la maggior parte degli individui clinicamente infetti sono asintomatici, la terapia con elminti prevede anche un certo numero di effetti collaterali potenziali che possono essere alleviati attraverso l'uso di farmaci antielmintici. I sintomi clinici più comuni causati dalla terapia con elminti sono:
- Fatica[1]
- Malnutrizione[1]
- Disturbi gastrointestinali[3]
- Anemia[1][5][6]
- Febbre[6]
- Dolori addominali[6]
- Perdita di peso[6]
- Anoressia[6]
- Diarrea[6]
- Malessere generale[6]